# Anoraak
Pour l’article ayant un titre homophone, voir Anorak.
Anoraak est un one man band français de musique électronique. Il a pour seul membre Frédéric Rivière, multi-instrumentiste, chanteur, producteur et DJ, ancien batteur du groupe Pony Pony Run Run et membre du collectif nantais Valerie aux côtés de College, Maethelvin, The Outrunners, Minitel Rose et Russ Chimes. Issu de la scène rock, il vient plus tard à la musique électronique débutant Anoraak en parallèle de son rôle de batteur.
Assimilée dans un premier temps à la scène rétro inspirée des années 1980 mise en lumière à la faveur de la bande originale du film Drive, sa musique est décrite comme contemporaine teintée rétro, mélange de sonorités électroniques et de romantisme. Aujourd'hui il est apparenté à une musique d'inspiration disco et house.
Anoraak a collaboré avec de nombreux artistes tels que le groupe suédois Sally Shapiro, le chanteur américain Slow Shiver, le français College ou encore la danoise Lydmor, en plus de nombreux remixes pour Neon Indian, Mika, Sexy Sushi, Julian Perretta, La Grande Sophie et bien d'autres.

## Histoire
Rivière commence Anoraak en 2008, en sortant son premier album Nightdrive With You, dans un premier temps limité à 1 000 exemplaires, puis ressorti au Japon et en Australie. Le titre éponyme Nightdrive with You touche alors toute la blogosphère, et se retrouve mis en avant par Myspace. Il fait des premières dates en France, avant de se rendre aux États-Unis en 2009 pour un premier concert au Webster Hall de New York.
Son deuxième album Wherever the Sun Sets sort en 2011. Le magazine anglais Clash loue la capacité d'Anoraak à mélanger italo-disco, indie rock et sons des années 1980 comme s'ils étaient destinés à fonctionner ensemble malgré leurs différences. Anoraak devient alors un groupe sur scène, et se produisent cette même année au Festival des Inrocks, au SXSW d'Austin, Texas, puis au Noise Music Festival de Monterrey, Mexico avant d'embarquer pour le Drive Tour en 2012 aux côtés de College et d'Electric Youth aux États-Unis et au Canada,.
En 2013 sort son troisième album Chronotropic, pavant la route d'une dance pop de coucher de soleil selon Nest HQ et décrit comme « Des voix new wave posées sur du disco » par le magazine Tsugi, rapidement suivi par l'EP Reworks, versions alternatives de titres de l'album, dont Guest Star (Rework) sort alors en exclusivité sur Rolling Stone. De nouveau solo sur scène, il continue à se produire principalement de l'autre côté de l'Atlantique.
Après avoir sorti en 2015 le single Odds Are Good sur le label belge Eskimo Recordings,, il revient en 2016 avec l'EP Figure, cette fois sur son propre label Endless Summer Music. Le clip du titre éponyme est alors dévoilé par le site britannique Nowness, et le webzine new yorkais Vehllingo juge que cet EP est une somme des différentes expérimentations d'Anoraak au fil du temps. La même année il fait équipe avec le duo anglo français Loframes sur le titre Since You've Gone sorti sur le label californien Midnight in Paris.
Il collabore en 2015 avec l'artiste Étienne Bardelli à l'élaboration d'une œuvre intitulée Release, qui sera exposée au Palais de Tokyo puis à l'église des Trinitaires à Metz. En juin 2017, Anoraak sort Black Gold Sun, décrit par le webzine australien Acid Stag comme Italo-disco, retro-synth et electro-pop.  
Anoraak est à l'affiche de l'édition 2018 du festival Electric Daisy Carnival à Mexico, puis à Tokyo. La même année sort une édition remasterisée de son premier opus Nightdrive With You, augmentée de titres exclusifs composés à l'époque. Il sortira également en double vinyle. En 2019 sort le single Panarea sur une compilation Vehlinggo.
C'est en 2020 qu'Anoraak revient accompagné par la chanteuse Sarah Maison, avec l'EP Gang et ses sonorités plus chaudes et organiques. L'EP sort sur Partyfine, le label de Yuksek. Il sera suivi par Between Love, en collaboration avec Maria Uzor puis par l'EP Fire Inside sorti sur le label de Manchester Paper Recordings, aux côtés des américains Lauren Turk et Luxxury. La même année il sort le single Transatlantic avant de dévoiler Haunting Pieces, une nouvelle collaboration avec le chanteur Lenparrot sorti sur Be Records, le label de Bon Entendeur.
Le 28 mai 2021 voit la sortie d'un nouveau single intitulé Karma, annonçant un nouvel EP avec la chanteuse Sarah Maison sorti le 18 juin de la même année. En 2022 sort le single Two Steps sur le label néerlandais Enroute Records, suivi pas un nouvel EP intitulé Farewell, dévoilant des collaborations avec le duo Mozambo et la chanteuse Samantha Alma Real. Un nouvel EP intitulé Hold Me\Tonight voit le jour en 2023, suivi d'un nouveau single en collaboration avec les suédois Kiimchi, et une double collaboration avec la chanteuse italienne Elasi, avec Che Caldo  puis Franco, tous deux sortis sur le label Trident. En 2024 sort une nouvelle collaboration avec le producteur Un Deux et la chanteuse Keilimei intitulée Moment.
En 2025 Anoraak revient avec un nouvel et album de 11 titres, Golden Hour. Sorti sur le label New-Yorkais Juliet Records, label du groupe Chromeo, ce quatrième album marque un retour au format long après plus d'une décennie de singles et d'EPs. Entouré d'invités de choix (Yan Wagner, Julia Jean-Baptiste, Fleur De Mur, Moona et Julia Kwamya), Anoraak navigue entre disco et electro-pop en dérivant parfois vers le yacht-rock.

## Discographie

### Albums studio
- 2008 : Nightdrive With You (ESR / Grand Blanc)
- 2010 : Wherever the Sun Sets (Naïve / Grand Blanc)
- 2013 : Chronotropic (Grand Blanc)
- 2025 : Golden Hour (Juliet Records)

### EP
- 2008 : Nightdrive With You Remixes (ESR / Grand Blanc)
- 2010 : Try Me (Grand Blanc)
- 2011 : Crazy Eyes (Grand Blanc)
- 2014 : Behind Your Shades (Grand Blanc)
- 2014 : Reworks (Grand Blanc)
- 2014 : Endless Summer Versions (Grand Blanc)
- 2016 : Figure (Endless Summer)
- 2017 : Black Gold Sun (Endless Summer)
- 2017 : Black Gold Sun Remixed (Endless Summer)
- 2020 : Gang (Partyfine)
- 2020 : Fire Inside (Paper Recordings)
- 2021 : Karma (Endless Summer)
- 2022 : Farewell (Endless Summer)
- 2023 : Hold Me\Tonight (Endless Summer)

### Singles
- 2008 : Nightdrive With You (ESR / Grand Blanc)
- 2009 : Make It Better (compilation Edges ; Because Music)
- 2009 : Long Distance Hearts (compilation Valerie and Friends ; Grand Blanc)
- 2010 : Above Your Head (Naïve)
- 2010 : Try Me (Naïve)
- 2011 : Crazy Eyes (Grand Blanc)
- 2013 : Morning Light (Grand Blanc)
- 2014 : Behind Your Shades (Grand Blanc)
- 2015 : Odds Are Good (Eskimo Recordings)
- 2016 : We Lost feat. Slow Shiver (Endless Summer)
- 2016 : Figure (Endless Summer)
- 2017 : Evolve feat. Lydmor (Endless Summer)
- 2017 : Last Call (Endless Summer)
- 2018 : Favor (Endless Summer)
- 2016 : Panarea (Vehlinggo)
- 2020 : Gang (Partyfine)
- 2020 : Between Love (Outside the Disco)
- 2020 : Transatlantic (Endless Summer)
- 2020 : Haunting Pieces (Bon Entendeur Records)
- 2021 : Two Steps (Enroute Records)
- 2023 : Own The Night (BE Records)
- 2024 : Moment feat. Un Deux & Keilimei (Endless Summer)

### Collaborations
- 2008 : College - Fantasy Park on Secret Diary (Fvtvr / Valerie)
- 2013 : Sally Shapiro - Don’t Be Afraid on Somewhere Else (Paper Bag Records)[48]
- 2015 : Étienne Bardelli & Frédéric Rivière - Release (Art installation - Palais de Tokyo)[30]
- 2016 : Loframes - Since You've Gone (Midnight in Paris)[29]
- 2023 : Elasi - Che Caldo (Trident)
- 2023 : Elasi, Dumar - Franco (Trident)

### Clips
- Above Your Head (2011 - Milosh Luczynski)
- Crazy Eyes (2011 - Jonathan Millet)
- Can't Stop (2011 - Frédéric Rivière)
- Made Up (2012 - Marjory Déjardin)
- Dolphins & Highways feat. Siobhan Wilson (2013 - Josué Pichot)
- Morning Light (2013 - Ben Chadourne)
- Behind Your Shades (2014 - O.S.A.K.A.H)
- Heart Out (2017 - Stephane Benini)
- Figure (2017 - Simon Savory)
- Last Call (2017 - O.S.A.K.A.H)
- Karma (2021 - Marco Dos Santos)
- Tell Me a Thing (2025 - Anoraak)